# Volkswagen Vento
Volkswagen Vento este un vehicul comercializat de producătorul german de automobile Volkswagen.